# Ernest Hemingway
Ernest Miller Hemingway (født 21. juli 1899 i Oak Park, Illinois, USA, død 2. juli 1961 i Ketchum i Idaho) var en amerikansk forfatter.

## Forfatterskab
Hemingway var en af 1900-tallets mest indflydelsesrige forfattere. Han fik ry som stoisk macho-eventyrer og forsøgte at opretholde myten, hvor læserne satte lighedstegn mellem Hemingways hovedpersoner og ham selv.
Hemingway er især kendt for sin nøgterne stil med få faktuelle adjektiver og med mange gentagelser. Personerne giver ikke direkte udtryk for deres følelser. Men de følelser, som antydes gennem handling og tale, er de egentlige omdrejningspunkter. Hemingways teknik kaldes for "isbjergsteknikken": kun det øverste er synligt. Ideen er at lade teksten med en særlig energi og skabe en kølig realisme. Selv sagde han, at Hamsun havde lært ham at skrive.
Hemingway modtog Nobelprisen i litteratur i 1954, og hans værker har inspireret talrige forfattere som Jack Kerouac, Raymond Carver og danske Helle Helle.

## Krigsreporter
Hemingway dækkede den spanske borgerkrig i otte måneder 1937/38 og var senere krigsreporter i Europa i syv måneder for avisen Collier's i 1944. Han var utilfreds med rollen som ubevæbnet observatør og blev i august 1944 "uofficiel soldat" sammen med amerikanske tropper syd for Paris. Han benyttede sine kontakter og skaffede den franske modstandsbevægelse store mængder våben til kampen mod tyskerne. Sit hotelværelse i Rambouillet omgjorde han til et lager fyldt med håndgranater og maskinpistoler. Som berømt eventyrer mente han sig hævet over loven og deltog med en Thompson-maskinpistol over skulderen i de amerikanske troppers jagt på tyskere i skovene. Hemingway blev indkaldt til forhør og fik besked om, at reportere ikke var soldater og heller ikke skulle være det. Men andre officerer protesterede mod, at han skulle straffes for sin kampvilje. I juni 1947 modtog han ved en ceremoni på den amerikanske ambassade på Cuba krigsmedaljen Bronze Star for sin indsats – dog som reporter, ikke som soldat.

## Sidste år
Hemingway kom til skade ved et flystyrt under en safari i Afrika i 1952, som påførte ham smerter og depressioner resten af livet. Hans kone Mary afviste, at hans død i 1961 var selvmord, men mente, at han var ved at rense sit våben, da det ved et uheld gik af.
Hans hjem, nu et museum, er stadig tilholdssted for en række katte, hvoraf mange regnes som efterkommere efter Hemingways seks-tåede kat Snehvide.

## Hemingways ægteskaber og børn
- Elizabeth Hadley Richardson (1921-1927).

John Hadley Nicanor Hemingway (1923-2000).
- Pauline Pfeiffer (1927-1940)

Patrick Hemingway (1928-).
Gregory Hemingway (1931-2001).
- Martha Gellhorn (1940-1945).
- Mary Welsh Hemingway (1946-1961).

## Udvalgte værker
Noveller
- In Our Time (1925).
- Men Without Women (1927).
- The Killers (1927).
- The Snows of Kilimanjaro (1932).
- Winner Take Nothing (1933).

Romaner
- Og solen går sin gang (1926).
- Farvel til våbnene (1929).
- Hvem ringer klokkerne for (1940).
- Den gamle mand og havet (1952).
- Der er ingen ende på Paris (1964).

Antologi om jagt og lystfiskeri
- Hemingway om jagt og fiskeri (2013).